# 中英联合声明英方备忘录
中英联合声明英方备忘录是《中英联合声明》的一部分，透過兩國協議解決香港英國屬土公民在香港不再是英國屬土後的國籍問題。

## 英方探討選項
1982年，英國著手準備與中華人民共和國協商解決香港問題。為此英方起草了多個公民身分和國籍選項，以供研究：

### 選項一
繼續保留英國屬土公民身分直到永遠。當時在香港，大約250萬沒有聯合王國居留權的聯合王國及殖民地公民即將成為英國屬土公民。英方認為，此舉不會減損港人權利，也不會讓英方承擔新的移民責任。可是，與中方達成協議之後，香港未必算是「英國屬土」，「屬土公民」一詞又可能會讓中方反對。

### 選項二
變更為英國海外公民身分。這是由沒有聯合王國居留權或與聯合王國或任何現有殖民地沒有任何联系的聯合王國及殖民地公民所擁有的剩餘地位。英方認為，如果中方完全收回香港，而中方又認可香港某程度同英國的关系的話，這是個合適的地位。如果英方能保留管治權的話，由英國屬土公民身分轉換為英國海外公民身分，則會被視為降級而遭港人厭棄。

### 選項三
變更為受英國保護人士身分。這是由英國管治的外國領土的居民的通常地位。英方認為，港人和中方都不會同意。

### 選項四
變更為英籍人士身分。這僅限於1949年前屬於英籍人士的某些剩餘類別的人。英方認為並不適合。

### 選項五
設立「英國管治地區公民」新身分。英方認為港人會視之為比英國屬土公民身分次一等。

### 選項六
設立香港公民身分。英方認為，中方會視為港獨跡象而堅決反對，港人也會視之為減弱與英國的聯繫。

### 選項七
變更為中國公民身分。英方認為，終止英國的公民身分會導致港人失去信心，大量香港英國屬土公民在沒有聯合王國居留權的情況下仍將會尋求進入英國。

### 選項八
雙重公民身分。

### 結論
英方認為，任何關於公民身分的安排都必須調和英、中、港三方的矛盾。英方希望有關安排是可行的並確保港人信心，表示英方的對外責任；同時又能令英方提供在中華人民共和國以外的第三國保障，表示保留某種形式的公民身分；從而不增加，甚至盡可能減少移民需求，而且防止沒有聯合王國居留權的港人因信心崩潰而進入英國。英方評估，中方為了彰顯主權，會要求終結任何形式的英國公民身分；如果英方能保留管治權的話，港人會希望當時的公民身分維持不變。
英方作出結論，保留英國屬土公民身分（選項一）是最能夠保障英方利益和港人信心的選項。如果中方反對，可以設立一個新的地位例如「英國管治地區公民」身分（選項五）或者香港公民身分（選項六），但這會比較難以維持信心或者減低移民壓力。雙重公民身分（選項八）則是更退一步的選項。變更為中國公民身分（選項七）會嚴重損害信心，導致逃難潮，使英國面臨嚴重移民後果。

## 爭取換湯不換藥
1984年上旬，隨著中英雙方確定英國不再保留管治權，英方起草了關於國籍的工作文件，供中英雙方討論。當時香港英國屬土公民的權利有三點：
- 一、根據本地法律擁有香港居留權；
- 二、英國屬土公民地位可憑世系傳一代，符合若干情形可以傳更多代；
- 三、有資格在第三國接受聯合王國領事保護。[3]

英方明白國籍和公民身分是敏感議題，《1981年英國國籍法令》使港人感到不滿。儘管他們受聯合王國入境管制的情況沒有改變，設立多種公民身分取代聯合王國及殖民地的單一公民身分仍被視為將香港英籍護照持有人降級。香港行政局非官守議員向英方强調，如進一步侵蝕英國屬土公民的地位，必將遭到港人堅決反對。他們要求英方向中方爭取延續香港英國屬土公民權利至1997年後；即使香港將不再是英國屬土，也要向中方爭取保留「香港英國屬土公民」的稱號。中方當時還沒有正式立場，但曾經表示反對保留英國屬土公民地位。
英方決定以保留英國屬土公民地位（包括權利及稱號）為叫價，以向香港行政局表明英方會盡力幫助香港。英方也計劃以換上新稱號（例如「英籍：中國香港公民」）但擁有英國屬土公民的權利作為退一步的叫價，也會向中方提議讓香港英國屬土公民享有中國香港的居留權，並在他們的英籍護照上注明這項權利。
香港行政局認為「英籍：中國香港公民」的新稱號混淆了國籍和公民身分兩種概念，他們又特別不喜歡「中國香港」這個詞，於是向英方提出改為「英國國民：香港公民」，其次為「英國國民：英聯邦公民」或「英國國民：中國香港公民」。英方認為沒有「中國」這個詞將嚴重冒犯中方，影響英方向中方推銷其國籍方案。英國外交部請示英國首相戴卓爾夫人後，決定使用「英國國民：中國香港公民」。
無論方案為何，英方的內部共識是不讓外界期待英方產生新的移民承諾。

## 雙重國籍問題
1984年3月27日是中英第十一輪會談的第二天，英方將其國籍方案交付討論。中方代表周南在會上反對方案，表明中方不承認中國公民擁有雙重國籍。他説，1997年以後，不能再有英籍護照發出給香港特區的中國公民，但他沒有直接回應讓英國屬土公民保留一個類似英國屬土公民的國籍的問題。他又指，中方一貫主張英國屬土公民地位與中國國家主權相矛盾，英國屬土公民地位不能在香港特區存在，中方也不會在香港特區裏把英國屬土公民視為海外英國人，英方不能在1997年以後發出英國屬土公民護照。
雙方代表會後一起吃飯。中方代表透露，中方雖然不承認雙重國籍，但他們可以允許雙重國籍存在（例如允許香港居民使用其他國家的護照去旅行）。

## 兩局議員不滿
香港行政局對英方的一直以來的談判表現非常不滿，鍾士元在行政局會議上形容中方立場是致命一擊（鍾：「the last nail in the coffin」)，狠批英方在談判上成果欠奉，更敗退連連。議員認為國籍問題至關重要，如果持有英國屬土公民身分的人不能繼續保留地位和權利，也不能自由地使用英籍護照旅行，這些人將遷怒於英國政府，香港在未來13年將難以管治。
1984年4月6日早，戴卓爾夫人在倫敦會見行政局非官守議員。談到國籍問題時，鄧蓮如在會上憶述同夫人第一次就香港問題會面時，夫人曾説中方信奉馬列主義，不可信任。鄧蓮如認為目前談判的進展揭露了中方不可信任。她舉例，魯平曾表示中方反對維持英國屬土公民的稱號而不反對維持其權利，罗嘉驩認為雙重國籍可以接受，但中方現在卻不同意永續英國屬土公民的權利。羅德丞批評，《1981年英國國籍法令》通過時，沒有港人想像到中英談判會導致英國聯繫的終結，如果共產中國拒絕在協議裏承認英國屬土公民將來仍是英國國民，趁著現在還有言論自由，他們將強烈要求英方保護他們免受共黨影響。他警告，英方絕不能在與中方的協議上削減或侵蝕英國屬土公民的權利和地位，否則香港將不能管治。鍾士元請夫人談談對國籍的看法。夫人說，這是英方需要在談判上加把勁的議題。英國外交大臣賀維補充，一如其他議題，英方將視乎中方給出甚麼，再看看整體上是否足夠。鄧蓮如警告，即使侵蝕微不足道的權利，也會導致人心惶惶。

## 領事保護問題
1984年4月16日，中國國務委員兼外交部部長吴学谦在北京會見賀維，賀維向吴学谦介紹英方的國籍方案。賀維說，香港許多人擁有英國國籍，目前叫做英國屬土公民，但是1997年後將不適合如此稱呼。英方在政治上不能剝奪英國屬土公民作為英國國民，在英國法律上的權利。英方想換湯不換藥，使用一個沒有殖民地含義的稱號。賀維表明，這是一個過渡性安排，一般來説，英國國籍只能傳一代。吴学谦回應，他知道五百萬港人裏邊有三百萬英國屬土公民，如果這三百萬人可以接受領事保護，未來英國駐香港總領事館的規模將和香港特區政府一樣大。他希望英方重新考慮此問題。
1984年4月19日晚，賀維在港會見行政立法兩局非官守議員。議員質問英方打算如何在1997年後履行對香港英國屬土公民的責任，他們能否繼續持有英籍護照，那些不願在共產主義下生活的能否得到英國的定居權？賀維回應稱，英方正在爭取一個達到大家目的和讓港人接受的協議，其中的元素是給予港人一個擁有香港居留權的單獨地位，可自由進出香港，及繼續英國屬土公民在第三國接受領事保護的權利。要求英國屬土公民在1997年後在港的領事保護並不實際，香港的根本自由需要由基本法建立。中方拒絕雙重國籍使情況變得困難。賀維強調，談判正在進行，各項議題須謹慎處置。給予若干或所有英國屬土公民在英國的定居權，即從根本上改變目前狀況，賀維表明他不能這樣做。議員聽畢均無奈接受。

## 中方評價方案
1984年4月28日是中英第十三輪會談的第二天，英方代表伊文思向中方表示，英方不打算尋求在1997年後，在香港或者中國其他部分向前香港英國屬土公民提供領事保護。周南明白，但他表示英方方案不可行，裏邊有幾點牴觸了主權原則和《中華人民共和國國籍法》的基本精神：
- 英國國籍可由後代繼承，即使只能傳一代；
- 要求中方明確承認1997年後的雙重國籍；
- 港人持有的英籍護照載明持證人擁有中國香港的居留權。

周南說，中方理解英方的難處，但英方仍須找到不牴觸中方原則的辦法。他希望英方繼續探索並祝願英方成功。

## 倫敦游說團
英國國會將在1984年5月16日辯論香港議題，兩局非官守議員為此組成倫敦游說團，並製作一千份立場書派發給國會議員和英國傳媒。立場書提出六項疑慮、兩個問題和四項建議，其中：
- 疑慮六：在港出生的英籍人士的命運如何？他們的權利如何得以保存？假如他們不願留在香港，英國應否幫助他們作移民的安排？
- 建議四：應保證維護英籍人士的權益。

賀維知道後大感頭痛，認為兩局議員知道太多關於中英談判的内幕，若他們公開質疑談判，必造成社會動蕩。賀維又擔心中方誤以為英方為了搞亂香港而策動此事，急令香港總督尤德阻止。尤德找來鍾士元曉以利害，希望他按下不表。鍾士元拒絕，表示立場書已經寄出。覆水難收，賀維唯有叫伊文思先行向中方解釋一番。
1984年5月15日，戴卓爾夫人在倫敦會見游說團。根據事前準備的談話要點，如果游説團問起國籍問題，夫人將表示英方不能開空頭支票，空頭支票不能維持信心，也會被視為承認談判失敗。如果中方指控英方破壞協議，將減少中方遵守協議的誘因。英方理解兩局議員的憂慮，將加强施壓中方，達成一個保留英國國籍精粹的協議。會上，張人龍說他剛隨新界鄉議局代表團訪華完畢，他憶述中方描述香港英國屬土公民為持有屬土護照的人，當中方恢復行使主權以後，這些護照將會無效。中方表示港人可以在1997年前，要求英方給予海外公民身分。張人龍提醒中方，其《國籍法》禁止雙重國籍。中方表示可作適當修改，以容納一代英國屬土公民。代表團問中方可否容納兩代，中方僅隱晦地表示可以。代表團問中方將怎麽看待這種新護照，中方說可以拿來旅行。中方透露，英方正打算發新護照，著代表團回去問英方。

## 英方起草協議附件
經英國外交部、內政部、香港政府和駐華大使館緊密溝通，在1984年7月13日起草了一份符合英方要求，且考慮到中方關切的關於國籍的協議附件。

### 雙重國籍
草稿首兩段由中方同英方分別作出單方面聲明。藉此，英方可以宣告香港英國屬土公民可以在1997年後繼續持有英國國籍，而中方無須對此作出正式同意，或者同意雙重國籍的概念。中方將宣告這些人都是中國公民。如果他們當中有人以他們的英國國籍為理據，追討聯合王國的居留權的話，英方可以引用中方的宣告予以拒絕，賀維表明此宣告特別重要。

### 可繼承性
雖然中方表示不能接受英國國籍在1997年後的可繼承性，英方認為中方也許會允許英方以單方面聲明的形式來實現英國國籍的可繼承性。為此英方設計了五個版本來規定新國籍的可繼承性。行政局一致支持第一個版本，即維持現行無限繼承的做法。但是賀維擔心中方不會同意這個無限制的做法，於是設計第二個版本，即只能傳一代。賀維認為這只是一個小變化，因為根據現行法律，只有極少數英國屬土公民地位能傳予第二代。如果中方還是不同意，英方可提出第三個版本，即只能在1997年後的五十年內傳一代。這符合英方要求「五十年不變」的立場。
賀維認為爭取一個相對優厚的可繼承性條款對英港關係十分重要。英方提出減少繼承權至一代將使行政局失望，如果再調低目標，將會讓行政局覺得英方背信。由於中方强烈反對可繼承性，英方很可能需要再調低目標。這樣的話，由於英方同行政局的關係早已脆弱，必須要讓行政局看見英方這樣做是因為中方强烈反對而不是因為英方重新考慮其政策。由於本附件列明，在1997年後保留了某種形式的英國國籍的人，將同時獲得中國國籍和香港居留權（英方將在協議發表時，另行表明他們沒有聯合王國的居留權），賀維認為，已經不需要讓任何對移民的焦慮去限制英方在這個重大範疇上給予港人最大的心理支持。

### 與香港居留權掛鈎
中方似乎拒絕在前香港英國屬土公民的新英籍護照上，載明他們擁有中國香港居留權。如果沒有這句批註，他們可能會被遣返英國而不是香港特區。英方建議在附件裏列明，任何國家如批准一名中國香港人士使用該國簽發的護照，可在該護照載明，該人持有證明其擁有香港特區居留權的中國香港身分證。
有關問題最終在1985年的中英聯合聯絡小組會議上解決：
|                                                       | 和現時的英國屬土公民護照不同，新的英國國民（海外）護照並無直接加上「本護照持有人擁有香港居留權」的批註，這是令人對新護照的效用產生懷疑的地方。新護照上缺少這項批註的原因是英國由1997年7月1日起將不再擁有香港的主權和治權。所以由該日起，英國政府不宜在新護照上註明持有人有權在香港居留。要使英國國民（海外）護照在1997年以後獲得接受和承認，則護照上有關持有人居留權的批註，必須與中英聯合聲明中有關憲制安排的協議配合。相信各位議員亦知道，英國外交及聯邦事務部次官楊格女男爵昨日在英國上議院答覆議員的問題時指出，中國方面在中英聯合聯絡小組會議上，已原則上同意新護照上的批註所用字眼應為「本護照持有人持有香港永久性居民身份證第（某某）號，該身份證註明持有人擁有香港居留權」，這些字眼清楚顯示，護照持有人有權在港居留而註明其居留權的是其身份證而非英國政府所發的證件。 |
| ——律政司唐明治議員，於1985年12月4日的香港立法局會議上 | |

## 中方再談立場
1984年7月30日，賀維再次訪華。中方向英方重申反對任何英國國籍在1997年後的可繼承性，但中方也暗示了英籍護照的持有人可以用該護照在1997年後離開香港特區，返回時只須出示特區身分證。也就是，1997年後擁有英國國籍的香港居民將無需使用中國護照進出香港。英方認為，如果能和中方在後續會談裏確認此立場，將解決香港居民其中一個的重大關切。

## 開始終局談判
1984年8月24日，英揆外事顧問柯利達就國籍問題，認同由中英雙方互換一份聯繫到中英協議的備忘錄。備忘錄應當以換名字的方式保存英國屬土公民的地位，而不給予下一代的繼承權。
中英雙方組成的特別小組在1984年8月底緊密工作。英方同意中方的辦法，以互換備忘錄的形式處理國籍問題。中方仍然拒絕考慮一代人的可繼承性，英方終於意識到這是不可談判的。中方又在1997年後發出英籍護照給前英國屬土公民的議題上刁難英方。
尤德向英方建言，國籍問題對社會大部分人的後果尤為突出。喪失可繼承性（1997年後在香港出生的兒童只會是中國公民），將推動部分中產階級離港，為他們的後代取得其他國籍。留下來的，將極其關注他們使用英籍護照自由旅行的能力。他們不會接受摸棱兩可的權利。尤德認為，若英方讓渡可繼承性，則中方必須同意這些人在1997年後使用英籍護照旅行及取得護照的權利。
1984年9月6日，賀維準備發信息給吴学谦，其中就三項國籍議題闡述英方主張：

### 可繼承性
剝奪大量香港人在現行法律上的權利是英方的政治難題。英方已同意沒人會在1997年7月1日以後由於同香港的關係，取得任何形式的英國國籍。英方要求的是，那些在1997年前擁有國籍的，能保留他們現有的，由下一代繼承的權利。

### 新護照的發出限期
中方要求所有新護照在1997年前發出完畢，這將製造大量問題。設定發出限期，將使原本不會申請的人，也會一窩蜂的申請。即使設立特別機制，其申請規模也會造成難以承受的行政負擔。

### 護照提述
英方建議在英方備忘錄裏，列明有關人士可使用英籍護照旅行。
1984年9月8日晚，伊文思致電周南安排收取賀維的信息。周南說，如果中方嚴格執行不承認雙重國籍的原則，在1997年後，香港中國居民將不被允許使用外國政府發出的旅行證件。可是中方靈活處理，同意英方把英國屬土公民護照換成新證件用來去海外旅行。如果英方不在1997年更換完畢，某些英國屬土公民將在1997年後繼續使用英國屬土公民護照旅行，這將產生本地和國際上的政治問題。至於英方提出的行政負擔問題，英方有13年的實施時間。周南認為很多合資格申請的都不會去申請。周南說，中方或許會考慮英方的建議，在英方備忘錄裏列明「護照」一詞。可是可繼承性是一個比更換證件更大的問題，中方絕對不會在任何情況接受可繼承性。

## 發出限期的爭論

### 以1997年6月30日為限
1984年9月11日晚，伊文思致電吴学谦。吴学谦說已經看過賀維的信，並向中國國務院總理趙紫陽等匯報。他說中方將在1997年對香港恢復行使主權，如英方未及時發出全部新旅行證件，部分中國公民將繼續使用英國屬土公民護照，牴觸了中方的主權原則。他認為1997年前發出新旅行證件的行政負擔問題只是技術問題。如果英方不再堅持國籍的可繼承性，不再堅持在1997年後發出新旅行證件，以及不再要求中國公民可以在1997年後使用被稱為英國屬土公民的證件去旅行，中方將準備同意英方在備忘錄裏以「護照」一詞指稱該新證件。
伊文思表示，英方的理解是，如果有資格申請但沒有申請英國屬土公民護照的200萬人需要在1997年7月1日前取得新式護照的話，英方將肩負重擔。伊文思重申他不是在講100萬持有英國屬土公民護照的人，而是講200萬沒有申請此種護照的人。當然，英方同意已經持有英國屬土公民護照的人需要在1997年7月1日前更換護照。伊文思認為，中方的意思是那些沒有申請護照的人應該在那天之後仍可以取得新式護照。這一點有可能出現了誤會。
吴学谦說，這是一個非常具體的問題。他的聲明的意思是所有持有英國屬土公民護照的人，或者是想申請英籍旅行證件的人，都應該在1997年更換或者取得新證件，否則將出現政治難題。伊文思重申，英方同意任何持有英國屬土公民護照的人需要在1997年前更換新證件，而且他們在1997年後不能使用英國屬土公民護照去旅行。英方的意思是他們想讓沒有申請英國屬土公民護照的人仍可以在1997年後取得新式護照。
吴学谦說，英方在1997年以後發出英籍旅行證件予中國公民在政治上並不合適。他明白設定限期可能造成行政負擔，但是這只是技術難題。伊文思解釋，他不只在講100萬持有英國屬土公民護照的人，也包括200萬有資格持有但沒有持有的人，他們很可能在限期前申請新式護照。
吴学谦說，他明白有持有人和非持有人兩種人，那些想要新英籍旅行證件的應該在1997年前申請。也就是說，兩種人的工作都要在那個時候完成。中國公民在1997年後申請英籍旅行證件是不可想像的。具體事項可以找周南討論。
吴学谦確認中方的立場為，英國屬土公民護照持有人須在1997年7月1日前更換新式護照，那些有資格持有但沒有持有英國屬土公民護照的，也要在1997年7月1日前申請新式護照。伊文思說，賀維肯定會很失望。

### 技術細節
1984年9月13日，賀維發信息給吴学谦。中方同意了英方發出的新式護照可以在1997年後延長期限和予以更換，也同意為在1997年6月30日前出生的若干類別兒童提供合適安排，細節將在雙方的工作小組裏討論。賀維提出在英方備忘錄列明，已發出的新式護照可以在1997年後延長期限和予以更換；當在1997年6月30日前出生的合資格兒童長大，而不再適合使用他們家長的新式護照去旅行時，也可以為他們發出單獨的新式護照。
人們如要在1997年後繼續使用英籍護照，中方要求他們必須在1997年前取得護照。賀維表示，這將刺激大量的護照申請。在1997年前的一段時間，將無可避免出現大量申請，英方實際上不可能在1997年6月30日前處理所有申請。賀維提出，英方將接收英國屬土公民的新式護照的申請直至1997年6月30日為止。到時候任何已接收但未處理的申請將盡快處理。緊接1997年7月1日前出生的兒童可獲得特別安排，因為他們不夠時間在限期前被包括在家長的護照上。
賀維說，這是英方的最低要求。如果英方要原則上接受中方的立場，這些要求有實際的必要。賀維希望中方保證香港中國公民可繼續在1997年6月30日後使用尚未過期的英國屬土公民護照。

### 塵埃落定
1984年9月16日早，周南會見伊文思，向他傳達吴学谦的答复。關於在香港的被稱為「英國屬土公民」的護照問題，吴学谦講過，英國屬土公民無論持有或未持有英國屬土公民護照，他們想自願地申請新英籍護照，英方必須在1997年6月30日前發出完畢。吴学谦强調這是中方能展示的最大彈性。如果英國屬土公民在1997年6月30日前申請，但是發出護照的程序持續到1997年6月30日後，中方將面臨極大的政治難題。英方的提議難以接受，希望英方不再堅持。

## 完成备忘录文本
中英雙方完成協議文本後，1984年9月19日，戴卓爾夫人在倫敦會見行政局非官守議員。根據事前準備的談話要點，如果議員問起英方對修訂英國國籍法令的安排，夫人將表示協議才剛剛完成，英方將研究如何修訂英國國籍法令以落實協議。新國籍的名稱還沒有想好，英方有興趣聽取議員的意見。所有英國屬土公民將有權取得新國籍，但因中方態度，他們須在1997年6月30日前取得護照以確保這項權利。如果議員要求英方單方面繼續可繼承性，夫人將會婉拒。賀維發給吴学谦的信息裏，同意如果中英雙方就其他國籍問題達成協議，英方將放棄可繼承性。英方反口的話將招致中方的敵對回應，使中方單方面漠視協議的其他部分，英方絕不能給中方這個開口。